# Г'їланський округ
Г'їланський округ, рідко Гніланський (алб. Komuna e Gjilanit; серб. Гњилански округ/Gnjilanski okrug) — один із семи округів Республіки Косово (згідно адміністративного поділу УНМІК) з центром у місті Г'їлані.
Основним населенням округу є албанці, однак в окрузі є сербські анклави, згруповані переважно навколо міст Партеш, Ранілуг і Клокот-Врбовац.

## Общини
- Гнилане (община)
- Косовська-Кам'яниця (община)
- Вітіна (община)
- Ранілуг (община) — сербський анклав
- Партеш (община) — сербський анклав
- Клокот (община) — сербський анклав

## Міста
- Г'їлані[1]
- Косовська Кам'яниця
- Вітіна
- Партеш (сербський анклав)
- Ранілуг (сербський анклав)
- Клокот-Врбовац (сербський анклав)

## Населення

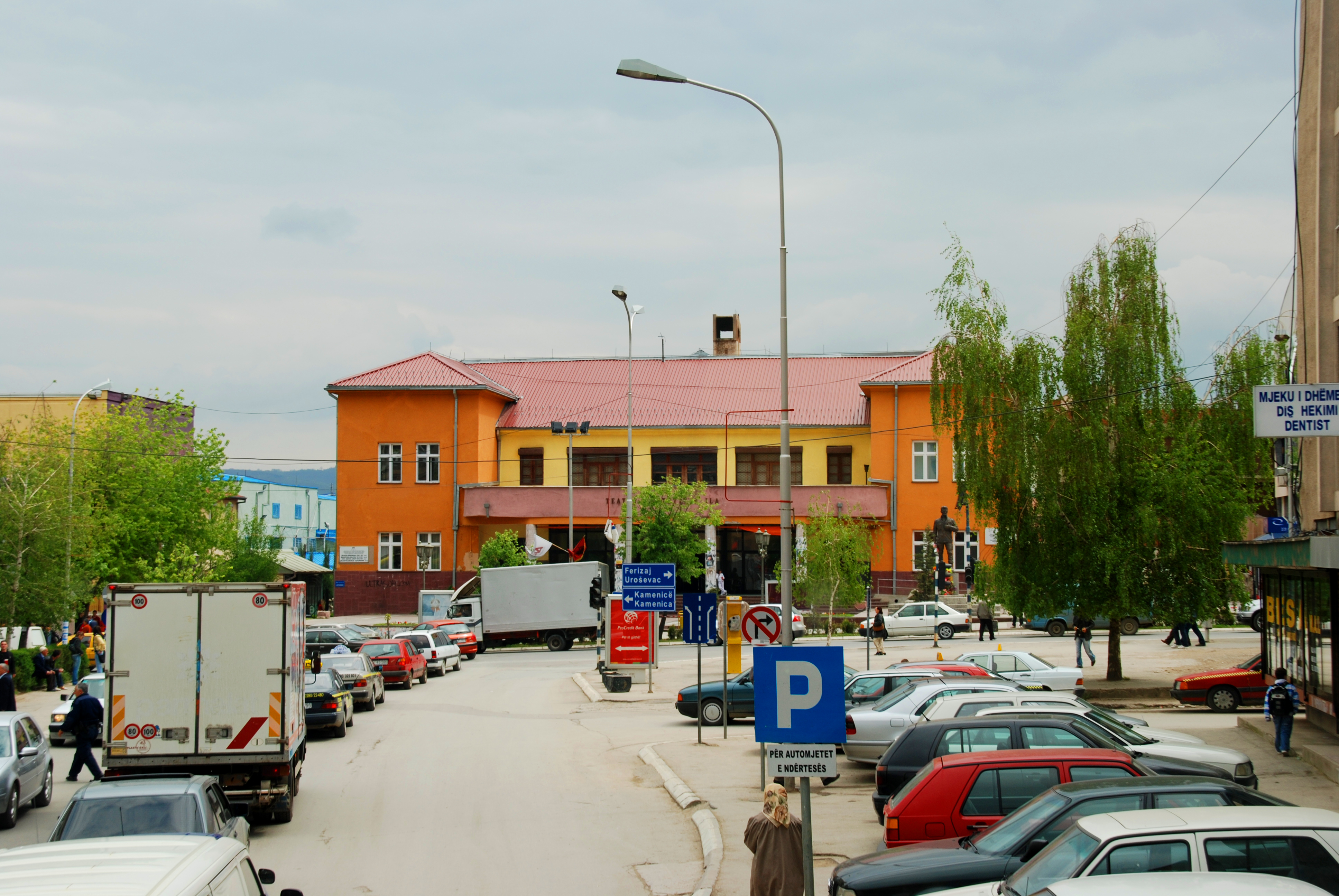
Г'їлані

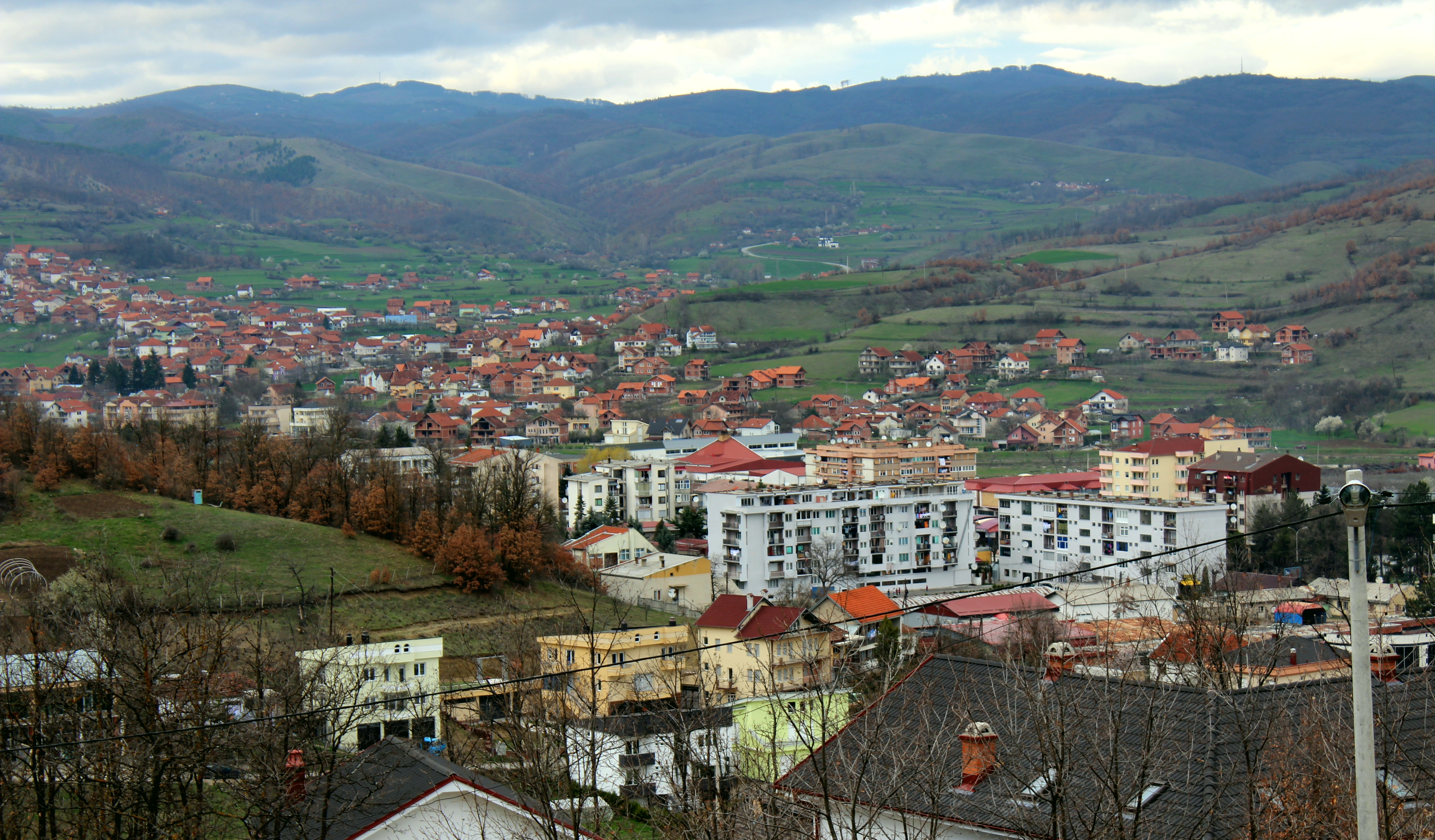
Косовська Кам'яниця

| 1948   | 1953   | 1961   | 1971   | 1981   | 1991   | 2011   |
| ------ | ------ | ------ | ------ | ------ | ------ | ------ |
| 100317 | 109456 | 122314 | 145575 | 172327 | 205917 | 181459 |

|  |